# Filth Pig
Filth Pig è un album della band industrial Ministry. L'album è stato pubblicato il 30 gennaio 1996 dalla casa discografica Warner Brothers Music.
L'album non ha riscosso lo stesso successo di Psalm 69 e non è stato apprezzato dalla critica quanto il precedente.

## Tracce
1. "Reload" (Jourgensen/Barker) – 2:25
2. "Filth Pig" (Jourgensen/Barker) – 6:19
3. "Lava" (Jourgensen/Barker) – 6:30
4. "Crumbs" (Jourgensen/Barker/Scaccia/Svitek/Washam) – 4:15
5. "Useless" (Jourgensen/Barker/Rieflin/Scaccia) – 5:55
6. "Deadguy" (Jourgensen/Barker/Washam) – 5:14
7. "Gameshow" (Jourgensen/Barker/Scaccia/Svitek/Washam) – 7:45
8. "The Fall" (Jourgensen/Balch) – 4:54
9. "Lay Lady Lay" (Bob Dylan) – 5:44
10. "Brick Windows" (Jourgensen/Barker) – 5:23

## Formazione
Gruppo
- Al Jourgensen - voce, tastiere, programmatore
- Paul Barker - basso, programmatore

Personale aggiuntivo
- Bill Rieflin - batteria
- Rey Washam - batteria
- Louis Svitek - chitarra
- Mike Scaccia - chitarra